# Lista över vulkaner på Mars
Detta är en lista över vulkaner på Mars.

- Alba Patera
- Albor Tholus
- Apollinaris Patera
- Arsia Mons
- Ascraeus Mons
- Biblis Patera
- Elysium Mons
- Hecates Tholus
- Olympus Mons
- Pavonis Mons
- Syrtis Major Planum
- Tharsis
- Tharsis Montes
- Ulysses Patera